# Фігури Ліхтенберга

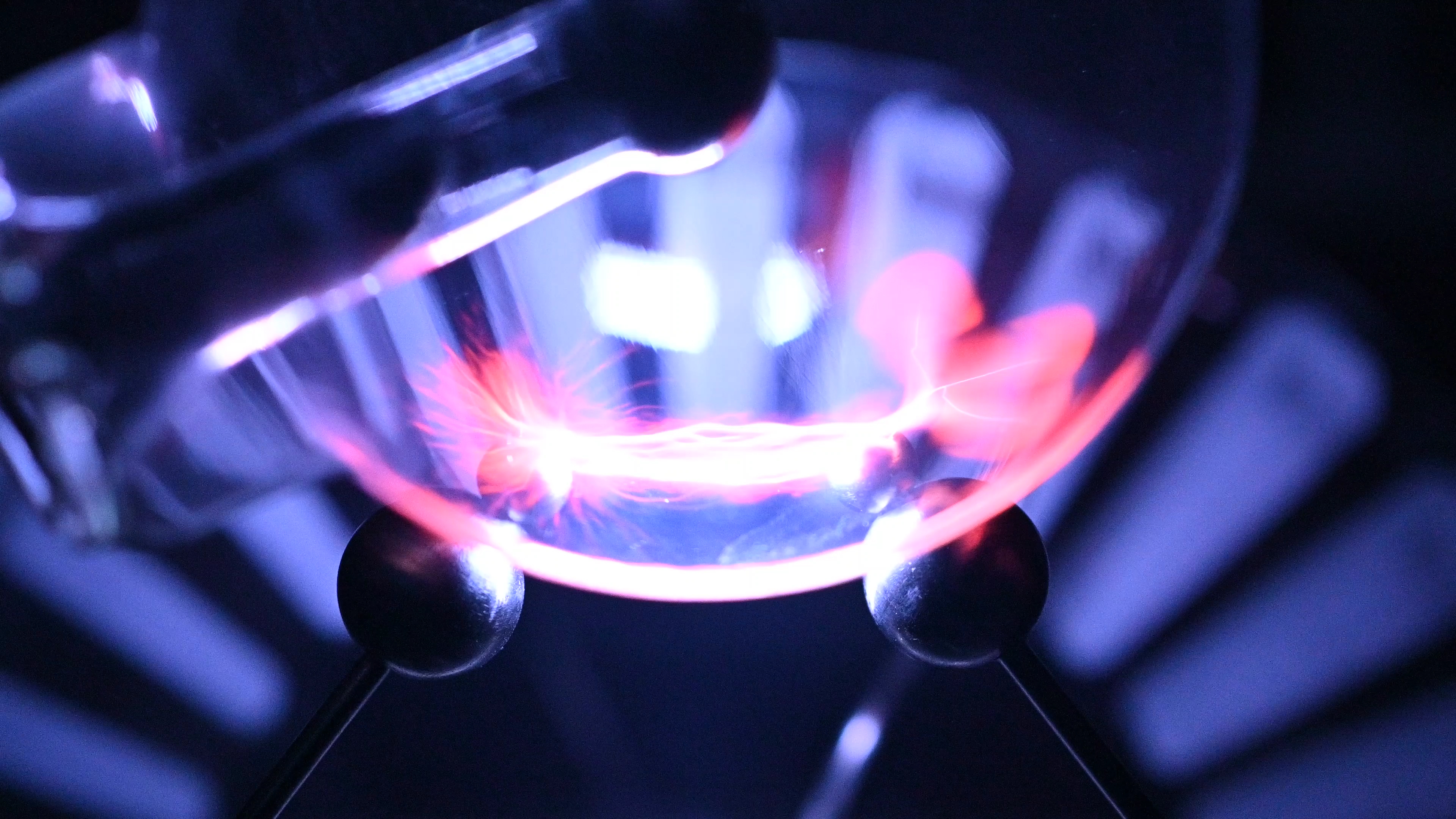
Фігури Ліхтенберга породжені ковзним іскровим розрядом по поверхі колби із сумішшю газів. Можна помітити структурні відмінності між "позитивною" та "негативною" фігурами.

Фігури Ліхтенберга (нім. Lichtenberg-Figuren, або «Пилові фігури Ліхтенберга») — розгалужені електричні розряди, які можуть з'являтися на поверхні та в середині ізолюючих матеріалів (твердих тіл, рідин або газів) у процесі електричного пробою. Дослідження плоских фігур Ліхтенберга на ізолюючих поверхнях та тривимірних електричних дерев всередині ізолюючих матеріалів часто дає інженерам важливі відомості про шляхи збільшення довготермінової надійності високовольтного обладнання.
Фігури Ліхтенберга тісно пов'язані з поступовим погіршенням роботи високовольтних радіоелементів та обладнання.

## Історія
Фігури Ліхтенберга названі на честь німецького фізика Георга Крістофа Ліхтенберга, який їх відкрив і вперше почав досліджувати. Спочатку вважалося, що вигляд цих кривих та їхні характерні форми дозволять прояснити природу додатних та від'ємних електричних «рідин» (як на той час уявлялась електрика). У 1777 році, Ліхтенберг збудував великий електрофор для створення статичної електрики із високими напругами за допомогою електростатичної індукції. Після розряджання високовольтної точки на поверхні діелектрика, він записував отримані в результаті радіальні візерунки, притрушуючи поверхню різноманітними порохоподібними матеріалами. Наступним кроком було притискання зверху листка паперу, що дозволяло зафіксувати на ньому отриманий візерунок. За допомогою такого способу Ліхтенберг зміг записувати зображення, що само по собі стало відкриттям основного принципу сучасної ксерографії.
Відкриття фігур Ліхтенберга є попередником і відправним пунктом сучасної фізики плазми. Хоча Ліхтенберг вивчав лише двовимірні (2D) фігури, сучасні дослідники високих напруг крім цього також вивчають просторові 3D фігури (електричні дерева) на поверхні та всередині діелектричних матеріалів. Відомо, що фігури Ліхтенберга є зразками фракталів.

## Формування
Двовимірні (2D) фігури Ліхтенберга можна отримати за допомогою сильно загостреної голки, розташованої перпендикулярно поверхні діелектричної пластини, виготовленої зі смоли, ебоніту, скла або іншого подібного матеріалу. Вістря встановлюється дуже близько до поверхні пластини або навіть торкається її. На голку подається висока напруга, джерелом якої може виступати Лейденська банка (один з типів конденсатора) або генератор статичної електрики. Подача може здійснюватися через іскровий проміжок. Це створює на пластині невеличкий електричний розряд, за рахунок чого на її поверхні виникають зони мандруючого заряду. Ці наелектризовані ділянки можна виявити, розпорошивши по пластині суміш порохоподібних барвників на основі сірки (жовтий колір) та червоного свинцю (тетроксид свинцю — Pb3O4, також відомий як свинцевий сурик).
Після змішування, частинки сірчаного порошку намагаються отримати невеликий від'ємний заряд, в той час як частинки червоного свинцю прагнуть набути дещо додатного заряду. Від'ємно заряджена сірка притягується до додатно заряджених зон на поверхні пластини, а додатно заряджений червоний свинець — до від'ємних. В результаті на поверхні виникає узор із помітним розподілом кольорів, форма якого залежить від полярності електричного заряду, поданого на пластину. Якщо зони заряджені додатно, отриманий узор виглядає як широка пляма, що складається з щільного ядра від якого у радіальних напрямках розповсюджуються відгалуження. Від'ємно заряджені зони є значно меншими, мають чітку кругову границю і повністю позбавлені відгалужень. Генріх Герц застосував пилові фігури Ліхтенберга у своїй плідній праці для доведення теорії електромагнітних хвиль Максвелла.
Якщо ж пластина отримує суміш додатних та від'ємних зарядів, наприклад, за допомогою котушки Румкорфа, в результаті виникає змішане зображення, що складається з великої червоної плями (яка відповідає від'ємному заряду), оточеної жовтими променями (відповідають додатним зарядам). Різниця між фігурами додатних та від'ємних зон певним чином залежить від присутності повітря. Ця різниця має тенденцію до зникнення у випадку проведення експерименту в умовах вакууму. Пітер Т. Ріес (дослідник 19-го століття) знайшов цьому пояснення в тому, що від'ємна електризація пластини виникає за рахунок тертя водяної пари та інших газів. Електричний пробій у точці завжди супроводжується вибухом і ударною хвилею, яка влучає у поверхню. Електризація, викликана цим, сприятиме розповсюдженню додатного заряду, але протидіятиме йому при від'ємному розряді.

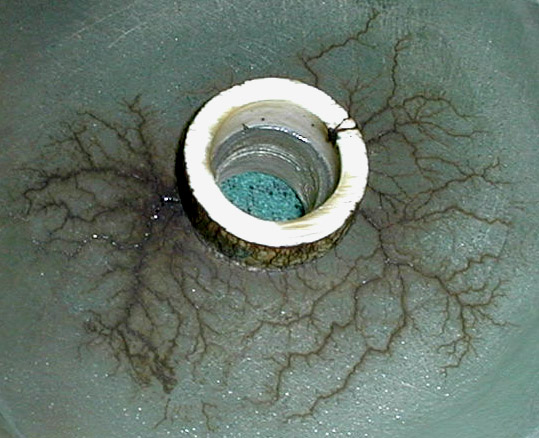
Карбонізовані сліди високовольтних розрядів на поверхні листа полікарбонату

Пізніше стало відомо, що електричні заряди переносяться на поверхню діелектрика за допомогою маленьких іскрових розрядів, що з'являються вздовж кордону між газом та поверхнею діелектрика. Відразу після свого перенесення на діелектрик, ці надлишкові заряди починають тимчасово мандрувати. Форма остаточного розподілення зарядів, залежить від форми іскрових розрядів, які, в свою чергу, пов'язані з полярністю прикладеної високої напруги та тиском навколишнього газу. Застосування більш високої напруги призведе до появи крупніших у діаметрі та більш розгалужених фігур. Зараз відомо, що додатні фігури Ліхтенберга мають більш довгі та розгалужені форми завдяки тому, що у повітрі довшим іскрам легше утворитися та розповсюдитися саме від позитивно заряджених високовольтних терміналів. Ця властивість використовується для вимірювання миттєвих значеннь полярності напруги та оцінки потужності ударів блискавок у лінії електропередач.
Інший тип двовимірних фігур Ліхтенберга можна створити в умовах забруднення діелектричної поверхні напівпровідниковим матеріалом. При прикладанні до поверхні високої напруги, струми утікання, що з'являються при цьому, можуть спричинити локальний нагрів та зростаюче руйнування та обгорання навколишнього матеріалу. З часом на поверхні ізолятора (діелектрика) утворюються розгалужені, деревоподібні карбонізовані узори, що отримали назву «електричні дерева». Подібний руйнуючий процес отримав назву «стежкування» (англ. tracking). Якщо утворювані електропровідні стежки врешті решт пройдуть крізь діелектричний простір, ізолюючий матеріал вийде з ладу, що може спричинити катастрофічні наслідки.
Деякі митці навмисно додають на поверхню деревини або картону солону воду, щоб після подачі високої напруги крізь їх поверхню, отримати на ній складні карбонізовані двовимірні фігури Ліхтенберга.

## 3D фігури Ліхтенберга
Фігури Ліхтенберга можуть створюватися і всередині твердих діелектричних матеріалів, таких як скло або акрил (поліметилметакрилат, також відомий як органічне скло) шляхом інжекції в них променя високошвидкісних електронів з лінійного прискорювача (один з типів прискорювачів частинок). У прискорювачі електрони фокусуються у промінь та розганяються, отримуючи на виході енергії до 25МеВ, рухаючись при цьому з релятивістськими швидкостями (90 — 95 % від швидкості світла).
Якщо промінь націлений у напрямку товстого акрилового зразка, електрони легко проходять крізь його поверхню, але стикаючись з молекулами пластику, швидко втрачають швидкість. Електрони остаточно зупиняються глибоко всередині зразка, а оскільки акрил є чудовим діелектриком, ці електрони стають тимчасово замкненими в ньому, створюючи зону надлишкового від'ємного заряду. В умовах постійного опромінення, кількість замкненого заряду зростає, допоки напруга в середині зразка не досягне мільйонів вольт. Як тільки електричне навантаження перевищить електричну міцність пластику, деякі його частини раптово стають струмопровідними внаслідок пробою діелектрика.
У процесі пробою, у пластику швидко утворюються і розповсюджуються деревоподібні провідні канали, дозволяючи замкненому заряду несподівано вивільнитися у вигляді мініатюрних блискавкоподібних спалахів та вибухів. Пробій зарядженого зразка також можна запустити вручну, протикнувши пластик гострим струмопровідним об'єктом, що створює точку надмірної електричної напруги. Потужний іскровий розряд залишає після себе чисельні розгалужені ланцюжки зі зруйнованого матеріалу, утворюючи постійну фігуру Ліхтенберга всередині зразка. Хоча накопичений внутрішній заряд зразка є від'ємним, розряд починається саме від його додатно зарядженої зовнішньої поверхні, тим самим утворюючи додатну фігуру Ліхтенберга. Ці естетично привабливі об'єкти інколи називають електронними деревами, променевими деревами або блискавковими деревами.
Швидке гальмування електронів всередині акрилу призводить до генерування ними потужного рентгенівського випромінення. Залишкові електрони та рентгенівські промені призводять до потемніння акрилу, створюючи дефекти в ньому (кольорові зони) в процесі соляризації. Спочатку соляризація надає акрилу жовто-зеленого кольору, який після розряджання зразку змінюється на бурштиново-жовтий. Зазвичай колір з часом слабне, а легкий нагрів в умовах присутності кисню додатково прискорює цей процес.

## Існування у природі
Фігури Ліхтенберга можуть утворюватися на тілі потерпілих від удару блискавки. При цьому на шкірі з'являються червоні візерунки, які можуть залишатися впродовж декількох годин або діб. Вони стають у пригоді медичним експертам при встановленні причин смерті. Фігури Ліхтенберга на тілі людини інколи називають блискавковими квітами. Вважається, що їх спричиняють розриви капілярів під поверхнею шкіри, викликані проходженням струму або ударної хвилі від розряду блискавки при її сполоху над шкірою.
Удар блискавки також може створити велику фігуру Ліхтенберга на газоні навколо точки, в яку вона вдарила. Подібні явища інколи зустрічаються на трав'яних луках, в тому числі на полях для гольфу. При цьому можуть також утворитися розгалужені коренеподібні фульгурити як наслідок спікання піску та ґрунту у вигляді склоподібних трубок під дією потужного нагріву від електричного струму.
Електричні дерева часто з'являються у високовольтному обладнанні незадовго до виникнення несправності, спричиняючи його подальший вихід з ладу. При розслідуванні причин несправності, ці фігури Ліхтенберга допомагають виявити місце пробою ізоляції, оскільки дають змогу простежити шлях розповсюдження електричного розряду. Досвідчений інженер, спостерігаючи за формою «дерев» на зруйнованій ізоляції і напрямками їх «гілок», здатен встановити місце виникнення пробою та його можливу причину. Виведені з ладу трансформатори, високовольтні кабелі, розрядники та інше обладнання може досліджуватися за цим методом. Ізоляція розмотується (якщо вона паперова) або розрізається на тонкі шматки (у випадку твердого ізоляційного матеріалу). Отримані результати фотографуються або замальовуються з метою фіксації процесу пробою.

## Схожість з фракталами
Розгалужені, самоподібні візерунки, що спостерігаються у фігурах Ліхтенберга, демонструють властивості фракталів. Фігури Ліхтенберга часто формуються при електричному пробої у твердих тілах, рідинах і навіть газах. Їхні поява та ріст виявляються пов'язаними із процесом, що дістав назву дифузно обмежене агрегування (англ. diffusion-limited aggregation — DLA). Зручну макроскопічну модель, що поєднує електричне поле з DLA, розробили Німаєр, Петронеро та Вайсманн у 1984 році. Вона відома як модель діелектричного пробою (англ. dielectric breakdown model — DBM).
Хоча механізми електричного пробою повітря та акрилових пластиків значно відрізняються, розгалужені розряди в них виявляються спорідненими. Тому не дивно, що форми, які демонструє природна блискавка, також мають фрактальні характеристики.